# بیت حاکی (یمن)
 بیت حاکی  به عربی ( بیت حاکی )، روستایی است در دهستان اتام از توابع استان ذَمار در کشور یمن در شبه جزیره عربستان. 

## جمعیت
جمعیت آن (۷۰) نفر (۷ خانوار) می‌باشد.